# De Statendam
De Statendam is een gebouw in Rotterdam, Nederland. Het gebouw werd tussen 2007 en 2009 gebouwd en is ontworpen door Hans Kollhoff. De architect liet zich bij het ontwerp inspireren door het woongebouw De Compagnie op de Kop van Zuid dat hij eerder ontwierp. De Statendam is 73 meter hoog met 22  verdiepingen.
In het gebouw vindt men 124 woningen, zoals appartementen, penthouses en maisonnettes.

## Voorheen

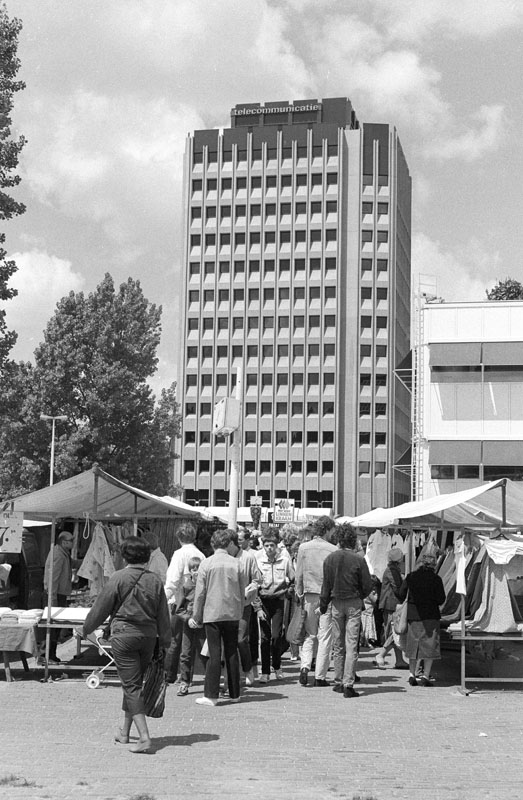
Gesloopte PTT-toren aan de Binnenrotte

Op de plaats van de Statendam stond eerst een 57.6 meter hoge KPN-toren die gesloopt is. Ongeveer op de locatie waar nu De Statendam staat, was sinds 1611 de Kaasmarkt, waar kaasverkopers hun producten verkochten. In 1677 werd besloten de Kaasmarkt te vergroten tot wat de Nieuwe Kaasmarkt zou worden genoemd.